# Schaal Sels 2008
La Schaal Sels 2008, ottantatreesima edizione della corsa, valida come evento dell'UCI Europe Tour 2008 categoria 1.1, si svolse il 2 settembre 2008 su un percorso di 197,8 km. Fu vinta dall'italiano Elia Rigotto, che terminò la gara in 4h21'09" alla media di 45,445 km/h.
Furono 20 i ciclisti che portarono a termine il percorso.

## Ordine d'arrivo (Top 10)
| Pos. | Corridore           | Squadra         | Tempo    |
| ---- | ------------------- | --------------- | -------- |
| 1    | Elia Rigotto        | Milram          | 4h21'09" |
| 2    | Kristjan Fajt       | Perutnina Ptuj  | a 1"     |
| 3    | Lieuwe Westra       | KrolStonE       | a 11"    |
| 4    | Stefan van Dijk     | Mitsubishi      | s.t.     |
| 5    | Aart Vierhouten     | P3 Transfer     | s.t.     |
| 6    | Johan Coenen        | Topsport Vl.    | s.t.     |
| 7    | Johnny Hoogerland   | Van Vliet       | s.t.     |
| 8    | Raynold Smith       | Cycle Coll.     | s.t.     |
| 9    | Wouter Van Mechelen | Landbouwkrediet | s.t.     |
| 10   | Preben Van Hecke    | Topsport Vl.    | s.t.     |